# Julius Landsberger
Julius Landsberger (ur. 30 lipca 1819 w Białej, zm. 3 marca 1890 w Darmstadt) – niemiecki liberalny rabin, uczony i orientalista.

## Życiorys
Urodził się w rodzinie żydowskiego kupca Joachima Wolfganga Landsbergera i Therese Hermann. Otrzymał tradycyjne żydowskie wykształcenie w szkołach w Prościejowie i Lipniku. W 1837 roku w Prenzlau został wyświęcony na rabina przez Gersona Zipperta Asche. W tym samym roku zaczął uczęszczać do Friedrichs-Gymnasium we Wrocławiu. Po zdaniu matury naukę kontynuował na Uniwersytecie Fryderyka Wilhelma w Berlinie. Podczas studiów napisał w roku 1846, w językach łacińskim i aramejskim, rozprawę pt. Fabulae aliquot Aramaeae interpretando correctae adnotationibusque instructae a Julio Landsberger. Doktorat uzyskał na Uniwersytecie w Halle.
W 1849 roku został rabinem w Brzegu. W 1854 roku zamieszkał w Poznaniu, gdzie wydano jego pracę pt. Die Fabeln des Sophos. W 1859 roku został naczelnym rabinem w Darmstadt w Niemczech. Był charyzmatycznym kaznodzieją. Za jego rabinatu otwarto nową Liberalną Synagogę w 1876 roku. W 1869 roku wydał książkę Liebe, Traum und Teufel: 3 Vorträge aus dem Gebiete der Mythologie, Psychologie und Dämonologie. W 1871 roku ukazała się jego rozprawa pt. Zur Abwehr, a w 1882 roku – praca pt. Das Buch Hiob und Goethes Faust.
Jego grób znajduje się na cmentarzu żydowskim w Darmstadt. Na nagrobku widnieje jego tytuł: „Großherzöglich Hessischer Landesrabbiner”.
W 2011 roku nazwano jego imieniem plac przy klinice w Darmstadt

## Publikacje
- Fabulae aliquot Aramaeae interpretando correctae adnotationibusque instructae a Julio Landsberger.
- Die Fabeln des Sophos, 1859[5]
- Heidnischer Ursprung des Brauches zwischen Passah- und Wochentest nicht zu heiraten, Wrocław 1869[6]
- Liebe, Traum und Teufel: 3 Vorträge aus dem Gebiete der Mythologie, Psychologie und Dämonologie, Darmstadt 1869[7]
- Worte des Glaubens, Berlin, 1874[8]
- Religion und Liebe: ein kleiner Katechismus für die israelitische Jugend zunächst für seine Schüler, Berlin 1877[9]
- Kinderbibel: kurz gefasster Inhalt der Heiligen Schrift für die israelitische Jugend, Berlin 1878[10]
- Zur Abwehr
- Das Buch Hiob und Goethes Faust
- Rechtsstreit zwischen Mensch und Thier: Iggereth Baale Chajjim: ein arabisches Märchen[11]